# مد در نیجریه

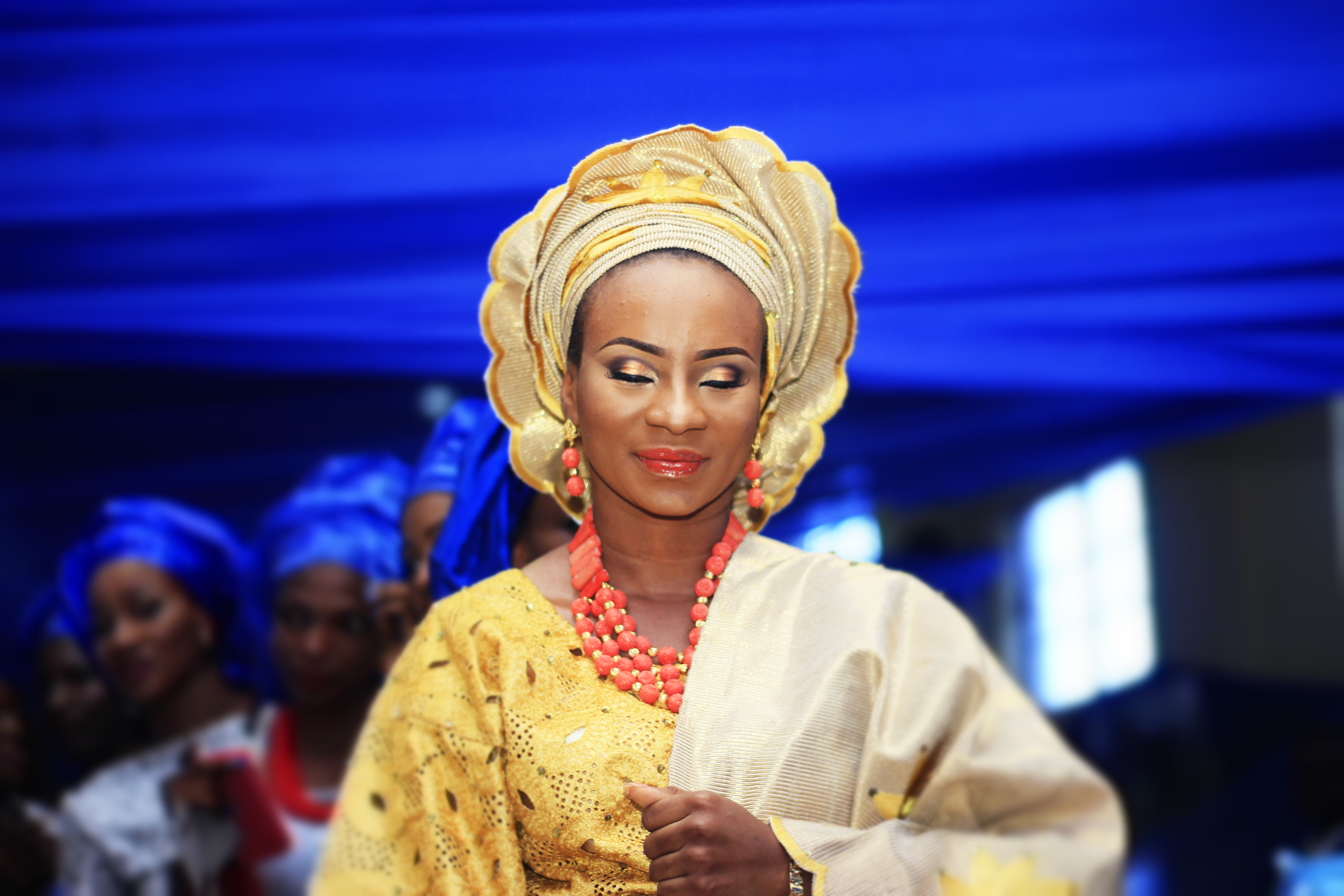
یک لباس نیجریه‌ای

مد در نیجریه همواره متنوع و ویژه بوده است و منعکس کننده بسیاری از اقوام، مذاهب و فرهنگ‌های نیجریه بوده است. به تازگی، صنعت مد نیجریه دارای گسترش بسیاری بوده است و در جهان شهرت پیدا کرده است. در حال حاضر بسیاری از افراد به عنوان طراحان پوشاک، مدل های مد، طراح سبک‌های لباس، عکاسان مد، آرایشگران و روزنامه‌نگاران مد در این صنعت فعالیت می‌کنند. اکنون مجلات اختصاص داده شده به مد در نیجریه رایج شده است. هفته مد جدید نیجریه نیز رونق دارد.

## افراد سرشناس

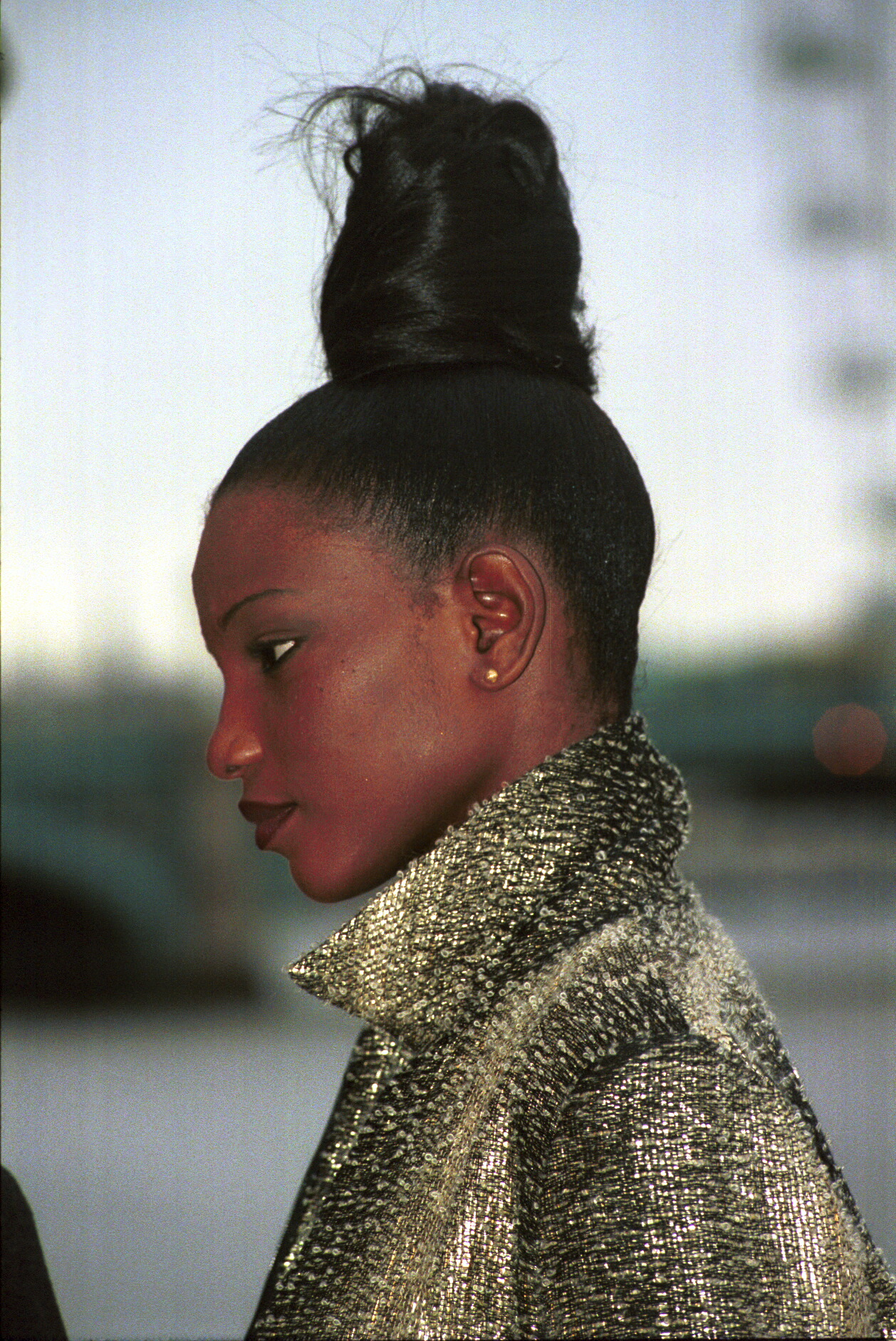
آگبانی دارگو نخستین دختر سیاهپوست آفریقایی که به عنوان دوشیزه دنیا دست یافت.

### مدل‌ها
- آگبانی دارگو
- میس ساهارا
- ادیسوا ایغوی
- مایوا نیکولاس
- ادیز یوبو